# Johnny Rivers
Pour les articles homonymes, voir Rivers.
Johnny Rivers, de son vrai nom John Henry Ramistella, est un chanteur, guitariste, compositeur et producteur américain de rock 'n' roll, né le 7 novembre 1942 à New York (États-Unis).
Il est principalement connu pour avoir repris Memphis Tennessee de Chuck Berry et pour son long blues, John Lee Hooker, vibrant hommage au bluesman, enregistré live en 1967 au Whisky A Go-Go de Los Angeles.
Ayant grandi à Bâton-Rouge, Louisiane, il monte à New York en 1957 où il rencontre Alan Freed, qui lui trouve une maison de production de disques. Mais, à cette époque, il est surtout compositeur, écrivant notamment pour Ricky Nelson. Puis il s'installe à Los Angeles. Après avoir tenté sa chance auprès de treize maisons de disques différentes, ce n'est qu'en 1964 qu'il rencontre le succès, grâce à ses prestations au Whisky A Go-Go et à plusieurs albums live qui s'ensuivent. Il y interprète nombre de reprises de Chuck Berry, Lloyd Price, Rufus Thomas, etc.
Ses morceaux Secret Agent Man, générique de la série télévisée Destination Danger, et Poor Side of Town sont respectivement no 3 et no 1 des charts américains en 1966. Il participe au Monterey Pop Festival de 1967. Son morceau John Lee Hooker connait une certaine popularité en France en 1970 et, en 1972, Rockin' Pneumonia & Boogie Woogie Flu est no 6 aux États-Unis. La reprise de Help Me, Rhonda des Beach Boys, avec Brian Wilson dans les chœurs, y est classée no 22 en 1975.
Il fonde en 1967 la maison de disques Soul City, qui produit entre autres le groupe The Fifth Dimension, qu'il associe au compositeur Jimmy Webb.
Poor Side of Town figure dans la bande originale du film Sexcrimes.